# Милутин Мркоњић
Милутин Мркоњић (Београд, 23. мај 1942 — Београд, 27. новембар 2021) био је српски политичар. Мркоњић је био почасни председник Социјалистичке партије Србије (СПС), народни посланик, бивши министар инфраструктуре и бивши министар саобраћаја Републике Србије.

## Биографија
Рођен је од оца Петра и мајке Марије, имао је две године старију сестру Наду.
Дипломирао је 1971. године на Грађевинском факултету у Београду. По завршетку факултета радио је у Бироу за студије и пројектовање железница, а од 1974. године био је руководилац Сектора за пројектовање. Године 1977. запослио се у Центру за истраживање и пројектовање, а његовим спајањем са Саобраћајним институтом постаје његов директор.
Био је руководилац обнове Србије испред Владе Србије после НАТО бомбардовања 1999. године.
Био је потпредседник Народне скупштине Републике Србије од 8. маја 2007. године. Након што је председник Скупштине Томислав Николић поднео оставку, Мркоњић је преузео председавање седницама Скупштине као најстарији од потпредседника, до избора новог председника Оливера Дулића 23. маја 2007. Пред Мркоњићем је Влада Републике Србије положила заклетву 15. маја 2007. године.
На изборима за председника Србије, јануара 2008. године, био је кандидат СПС-а и освојио је око 6% гласова. Успостављањем коалиције Демократска странка-Социјалистичка партија Србије, јула 2008, Мркоњић бива изабран за министра инфраструктуре у новој српској Влади коју је формирао Мирко Цветковић.
У Влади која је формирана након избора у мају 2012. године, Милутин Мркоњић је обављао функцију министра саобраћаја до реконструкције која је завршена 2. септембра 2013. године. На том месту га је заменио страначки колега Александар Антић.
У децембру 2009. је добио титулу почасног доктора наука Универзитета Мегатренд.
Преминуо је 27. новембра 2021. године. Сахрањен је 2. децембра 2021. у Алеји заслужних грађана на Новом гробљу у Београду.